# Colestin
Colestin (korábban White Point) az Amerikai Egyesült Államok északnyugati részén, Oregon állam Jackson megyéjében, az Interstate 5 közelében elhelyezkedő önkormányzat nélküli település.
Névadója Byron Cole, aki Cole’s néven postakocsi-megállóhelyet hozott létre; ennek 1859-es eladása után északra tulajdonába került egy forrás, ahol 1883-ban a vasút kiépítésére számítva hotelt alapított. Az augusztusban megnyílt White Point-i postahivatal első vezetője E. J. Farlow, második vezetője pedig Cole volt. A település 1892-ben vette fel a Colestin nevet, a hivatal pedig 1943-ban zárt be.
A Southern Pacific Transportation Company 1887-ben az Oregon–Kalifornia-vasútvonalat bérbe adta.

## Fordítás
- Ez a szócikk részben vagy egészben  a   Colestin, Oregon című angol Wikipédia-szócikk ezen változatának fordításán alapul.  Az eredeti cikk szerkesztőit annak laptörténete sorolja fel. Ez a jelzés csupán a megfogalmazás eredetét és a szerzői jogokat jelzi, nem szolgál a cikkben szereplő információk forrásmegjelöléseként.